# Jakhsilikh Uixkempírov
Jakhsilikh Uixkempírov   (6 de maig de 1951 - Astanà, 2 d'agost de 2020) fou un lluitador kazakh, especialista en lluita grecoromana, que va competir sota bandera de la Unió Soviètica entre finals de la dècada de 1970 i començaments de la de 1980.
El 1980 va prendre part en els Jocs Olímpics d'Estiu de Moscou, on guanyà la medalla d'or en la categoria del pes minimosca del programa de lluita grecoromana.
En el seu palmarès també destaca una medalla d'or al Campionat del món de lluita de 1981 i una de plata al Campionat d'Europa de lluita de 1978, així com el campionat soviètic de 1975 i 1980.
El 2014 fou inclòs al Saló de la Fama de la United World Wrestling.